# Estivales de Puisaye
Les Estivales de Puisaye sont un festival français de musique classique qui se déroule chaque année, depuis 2003, sur le territoire de la Puisaye-Forterre, dans les départements de l'Yonne, de la Nièvre et du Loiret.

## Présentation
Les Estivales de Puisaye regroupent chaque année, pendant la deuxième quinzaine d’août, artistes et mélomanes autour du fil rouge de l’art vocal, des jeunes talents et de la création. « Festival à la campagne », les Estivales donnent entre 15 et 20 représentations de musique classique, opéra et concert, dans une quinzaine de communes à travers la Puisaye.
Le compositeur, chef d'orchestre et chef de chœur Rémi Gousseau est le fondateur du festival.  Il compose chaque année de nouvelles œuvres dédiées aux artistes fidèles des Estivales. De jeunes artistes viennent de France et d'Europe pour animer les Estivales dont une des bases musicales est la Maîtrise de Saint Louis de Gonzague.
En 2015, Rémi Gousseau passe la main à Philippe Brocard (chanteur lyrique-baryton) qui devient le nouveau directeur artistique.
Les Estivales sont aussi engagées localement, tant dans le domaine pédagogique que de diffusion musicale, autour de l’école de musique de Puisaye, et du conservatoire d’Auxerre.
Chaque année un stage choral permet à des participants venus de l'Yonne, ou d'ailleurs en France, de suivre une dizaine de jours de stage intensif avec pour objectif de chanter une œuvre majeure du répertoire lors des concerts de clôture. En 2016, le chœur des stagiaires a interprété le Stabat Mater de Schubert.
En 2010, 17 concerts ont été donnés encadrés par deux représentations majeures : Les Noces de Figaro sur la scène de Champignelles, et le Requiem de Verdi dans les églises de Briare et de Toucy.
L'été 2011, les Estivales en Puisaye ont donné une opérette française, les Mousquetaires au couvent de Louis Varney, la Passion selon saint Jean de Bach, la « Pathétique » de Tchaïkovsky, le Gloria de Poulenc, l’Oratorio de Noël de Saint Saëns, parmi d'autres œuvres.
L'édition 2012 a été marquée par le dixième anniversaire des Estivales. Pour l'occasion, Rémi Gousseau, directeur artistique mais également compositeur, a donné en l'église de Toucy et de Briare de magnifiques pages pour un Requiem émouvant et ovationné par le public. L'opéra La Flûte enchantée a ouvert la saison estivale à Champignelles.
En 2013, les Estivales ont donné, entre autres, le célèbre opéra Orphée et Eurydice de Gluck, le Messie de Haendel et l'œuvre magistrale du Requiem de Mozart.
La 12e édition en 2014 est marquée par le triomphe de l'opérette "La Périchole" d'Offenbach. ¨Parmi les principales œuvres interprétées, citons l'Oratorio de Noël de Jean-Sébastien Bach, la symphonie n° 40 de Mozart et la grande Messe en ut de Mozart. Cette édition a aussi vu la création mondiale du Stabat Mater du compositeur et dirigeant Rémi Gousseau.
La 13e édition en 2015 a vu le succès de l'opérette d'Offenbach Barbe Bleue. La programmation comprenait, entre autres, le Te Deum de Charpentier, une création de Rémi Gousseau, le Magnificat de Bach et le quintette pour clarinette de Mozart qui a été interprété par Romy Bischoff dans une église de Sommecaise pleine à craquer qui venait d'être rénovée par les bénévoles de la commune.

## Géographie
La Puisaye-Forterre est une région ravissante et secrète, toute de forêts giboyeuses et d’étangs cachés, où vivent en harmonie agriculteurs, artisans du bâtiment, adeptes du télétravail, résidents secondaires, travailleurs du bois, potiers, musiciens et artistes divers. Berceau de Colette et de Pierre Larousse, ce territoire sauvage et pudique offre aux visiteurs ses châteaux et ses vieilles églises, ses sous-bois et ses marais, ses chemins de randonnées et ses centres équestres, mais aussi quelques richesses inattendues : le son et lumières de Saint-Fargeau, le chantier médiéval de Guédelon, le bric-à-brac de Mézilles, le marché de Toucy, le musée de la Fabuloserie, les sept écluses de Rogny, les poteries de Saint-Amand, le château de Ratilly, et désormais les Estivales en Puisaye-Forterre.
Plusieurs communes accueillent régulièrement les opérettes, concerts et récitals des Estivales en Puisaye  :
- Loiret : Aillant-sur-Milleron, Nogent-sur-Vernisson,  Briare, Ouzouer-sur-Trézée;
- Nièvre : Dampierre-sous-Bouhy, Saint-Amand-en-Puisaye ;

- Yonne : Auxerre, Bléneau, Champignelles, Les Ormes, Rogny-les-Sept-Écluses, Saint-Fargeau, Saint-Sauveur-en-Puisaye, Sommecaise, Toucy, Treigny, Villiers-Saint-Benoît.

## Stage de chant choral
Chaque année, le festival dévoile ses secrets et permet à des chanteurs amateurs, quel que soit leur niveau, de faire partie
intégrante du collège des artistes au cours de dix jours palpitants. Avec des répétitions quotidiennes et la possibilité d’assister à tous les concerts gratuitement, ils profitent d’une exceptionnelle proximité avec tous les musiciens de talent qui composent la famille des Estivales.
L’année 2013 proposait à l’occasion des deux concerts de clôture à Briare et à Toucy, et également de participer à un récital du désormais célèbre baryton Philippe Brocard, grand ami des Estivales depuis sa première édition. Ainsi, le stage se déroule tous les jours pendant les 10 jours du festival. Il est ouvert à tous et placé sous la direction d'un chef choral prestigieux.
Les stagiaires sont chaque année directement plongés dans le bouillon musical des Estivales, entourés de merveilleux solistes et musiciens maintenant familiers aux anciens stagiaires. Les nouveaux découvriront quant à eux le talent, l’humilité et la simplicité de ces artistes, dont le moteur est cet amour fou de la musique. Ils côtoieront également la Maîtrise Saint-Louis-de-Gonzague qui apporte à l’ensemble de la manifestation la candeur et la fraîcheur de sa jeunesse.
Chaque année une grande œuvre chorale est proposée : Requiems de Verdi, de Mozart, de Duruflé, grande messe en Ut de Mozart, Oratorio de Noël de Bach, etc.